# Loungo (Sabcé)
Pour les articles homonymes, voir Loungo.
Loungo est une localité située dans le département de Sabcé de la province du Bam dans la région Centre-Nord au Burkina Faso.